# Hannover erneuerbar

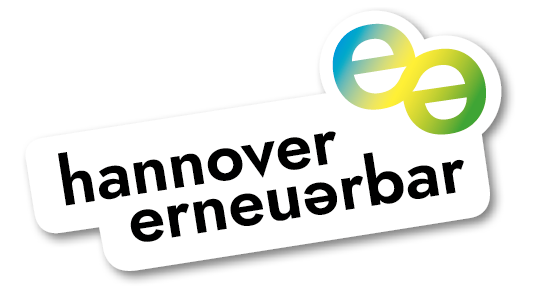
Logo von hannover erneuerbar

Hannover erneuerbar (Eigenschreibweise hannover erneuɘrbar) ist ein 2020 entstandenes Bürgerbegehren in der niedersächsischen Landeshauptstadt Hannover. Es ist eine von bundesweit etwa zehn Initiativen, die mittels Bürgerbegehren den Kohleausstieg auf lokaler Ebene schneller gestalten wollen und Impulse für eine Wärmewende geben.

## Akteure
Der zentrale Impuls für das Bürgerbegehren kam aus dem Kreis der for-Future-Gruppen in Hannover. Zu den Gruppen zählen die Initiativen:
| - Parents for Future Hannover - Fridays for Future Hannover - Students for Future Hannover - Grandparents for Future Hannover - Psychologists for Future Hannover - Architects for Future Hannover - Christians for Future Hannover - Klimagruppe der Omas gegen Rechts Hannover - Umweltzentrum Hannover - VCD Hannover - Extinction Rebellion Hannover - JANUN Hannover | - LiNa-Limmer Nachbarschaft in Transition 2.0 - polymorphing - Transition Town Hannover - Greenpeace Hannover - IG Metall Hannover - HannoverAirConnection - BUND Hannover - Klimaentscheid Hannover - Naturfreundejugend Hannover - Ökostadt e.V. Hannover - Europe Beyond Coal |

Das Bündnis hannover erneuerbar ist bundesweit vernetzt. Es wird vom Bürgerbegehren Klimaschutz als einer der Trägerorganisationen der Kampagne Klimawende von unten beratend unterstützt ebenso wie von Mehr Demokratie.

## Unterstützer
Das Bündnis findet prominente Unterstützung beispielsweise von Ernst Ulrich von Weizsäcker, dem Ehrenpräsidenten des Club of Rome, der Klimaaktivistin Luisa Neubauer, dem Pianisten Igor Levit und Felix Ekardt. Ekardt ist Mitinitiator der erfolgreichen Klage vor dem Bundesverfassungsgericht im Frühjahr 2021, die dazu führte, dass die Klimaziele Deutschlands umgehend angepasst werden mussten.

## Argumentation
Das im Jahr 2020 vorrangig von Klimaschutz- und Umweltgruppen in Hannover gegründete Bündnis forciert die verbindliche Beschleunigung der Abschaltung des Kohlekraftwerks Gemeinschaftskraftwerk Hannover in Hannover-Stöcken (bis zum Jahr 2026) und eine Beschleunigung der Energiewende in Hannover. Die zentrale Argumentation bezieht sich darauf, dass es sich bei dem Kohlekraftwerk um die größte „Stellschraube“ in Hannover handelt. Das Kraftwerk emittierte im Jahr 2020 ca. 1 Million Tonnen CO2. Zur Verdeutlichung der Dimension zieht das Bündnis den Verkehr in der Stadt Hannover heran: Alle Autos, LKW, Busse etc. zusammen erzeugen pro Jahr etwa 800.000 Tonnen CO2.
Darüber hinaus möchte hannover erneuerbar einen schnellstmöglichen Gasausstieg erreichen. Das Ziel ist es, die Fernwärme der Landeshauptstadt insgesamt fossilfrei zu erstellen. Für die Möglichkeiten der fossilfreien Produktion von Wärme, die in den Focus genommen wird, weil sie schwerer zu ersetzen ist als der Strom, erstellte das borderstep Institut eine Wärmepotenzialstudie. Darin werden unter anderem die Möglichkeiten durch Nutzung von Solarthermie, Wärmepumpen (Groß- und Kleinformat), Photovoltaik (Power-to-heat) sowie Abwärmepotenzialen dargestellt.

## Maßnahmen
Seit dem Beginn der Unterschriftensammlung Ende Januar 2021 wird über hannover erneuerbar in den Medien verstärkt berichtet. Dies betrifft insbesondere den Entwurf einer gemeinsamen Vereinbarung, den die Landeshauptstadt Hannover und das Energieversorgungsunternehmen enercity gemeinsam mit Hannover erarbeitet haben. Er wurde den Medien am 20. Mai 2021 im hannoverschen Rathaus vorgestellt und im Juni 2021 dessen Unterzeichnung im Stadtrat beschlossen.
Die Vereinbarung sieht ein Abschalten des ersten Blocks des Kohlekraftwerks Stöcken im Jahr 2024 vor. Als Abschaltdatum für den zweiten Block wird das Jahr 2026 angestrebt. 35 Mio. Euro sollen für flankierende Maßnahmen zur Verfügung gestellt werden. Ein Energiewende-Beirat soll im Verlauf des Jahres 2022 eingerichtet werden, dem der Fortschritt bei der Planung und dem Bau der Ersatzanlagen sowie die Umsetzung der flankierenden Maßnahmen berichtet wird.
Eine weitere Folge der Vereinbarung ist der Ausbau des Fernwärmenetzes in Hannover. Hierzu ist der Entwurf einer neuen Fernwärmesatzung vorgelegt worden, welcher im Frühjahr 2022 in den betreffenden Bezirksräten und den Ausschüssen der Stadt Hannover behandelt wird.

## Schreibweise und Logo
Das Logo des Bündnisses, das beide Begriffe in „hannover erneuerbar“ klein schreibt, enthält zweimal den Buchstaben e: Es steht für „Erneuerbare Energien“, ebenso sollen das „e“ sowie das gespiegelte „ɘ“ die Energiewende symbolisieren. Das Bündnis zielt darauf hin, den Transformationsprozess langfristig zu befördern. Anlass ist der lokale Kohleausstieg, während das Ziel in der lokalen Energiewende in Hannover besteht.